# Loksins erum við engin
Loksins erum við engin – trzeci studyjny album islandzkiej grupy múm, wydany w maju 2002 roku nakładem wytwórni Smekkleysa. Jest to limitowana edycja płyty Finally We Are No One.

## Lista utworów
1. "Svefn/sund" – 0:50
2. "Grasi vaxin göng" – 4:51
3. "Við erum með landakort af píanóinu" – 5:19
4. "Ekki vera hrædd, þú ert bara með augun lokuð" – 5:43
5. "Á bakvið tvær hæðir,,,,sundlaug" – 1:08
6. "K/hálft óhljóð" – 8:41
7. "Nú snýr óttinn aftur" – 3:56
8. "Sundlaug í buskanum" – 2:55
9. "Ég finn ekki fyrir hendinni á mér, en það er allt í lagi, liggðu bara kyrr" – 5:40
10. "Loksins erum við engin" – 5:07
11. "Sveitin milli solkerfa" – 11:58